# Piotrków Trybunalski Vandtårn
Piotrków Trybunalski Vandtårn er et polsk vandtårn beliggende på byen Piotrków Trybunalskis hovedgade nær togstationen.

## Historie
Tårnets opførelse blev afsluttet i 1927. Det er tegnet af arkitekt Władysław Horodecki. Byggeriet blev finansieret med et lån taget hos New York-virksomheden Ulen & Co., og det var en del af en større polsk investering for at modernisere infrastrukturen og forbedre forholdende inden for sundhedsområdet og det sanitære (herunder indgik også byerne Częstochowa, Lublin, Radom og Sosnowiec).
I midten af 2008 påbegyndtes en renovering af tårnets facade, hvormed ydervæggene er blevet restaureret og tårnet er blevet malet.

## Arkitektur
Bygningens grundplan er en cirkel og selve værket er i renæssancestil. Tårnet er inddelt i tre moduler, hvor det nederste er soklen, det midterste er cylindrisk med rektangulære vinduer arrangeret i en opadgående spiral. I den øverste del findes mange vinduer adskilt af pilastre og byens våbenskjold.